# Milton J. Husky
Milton J. Husky (* 3. März 1922 in Evansville, Indiana; † 27. Februar 1970 in Washington, D.C.) war ein US-amerikanischer Soldat und Politiker (Demokratische Partei).

## Werdegang
Milton J. Husky, Sohn von Marie S. (1900–1959) und George Husky († 1936), wurde 1922 im Vanderburgh County geboren. Die Familie Husky zog 1927 nach Arizona und ließ sich in Phoenix (Maricopa County) nieder. Er hatte einen jüngeren Bruder namens George S. Husky (* 1924). Über seine Jugendjahre ist nichts bekannt. Während des Zweiten Weltkrieges diente er als Bombardier am Bord eines Seeaufklärers im Pazifik beim Air Corps der US-Navy. Husky erhielt mehrere Belobigungen für Tapferkeit. Außerdem wurden ihm das Distinguished Flying Cross und die Air Medal verliehen. Nach dem Krieg kehrte er nach Arizona zurück. In der Folgezeit graduierte er 1947 am Phoenix College und 1949 an der Arizona State University. Im Januar 1947 heiratete er Anne C. Evans, Tochter von John Henry Evans. Das Paar bekam zwei Kinder, einen Sohn namens George und eine Tochter namens Marsha. Von 1957 bis 1965 saß er im Schulausschuss der Creighton School in Phoenix.
Husky wurde 1962 zum Treasurer of State von Arizona gewählt. Er bekleidete den Posten von 1963 bis 1965.
Danach wurde er 1966 für eine sechsjährige Amtszeit in die Arizona Corporation Commission gewählt – einen Posten, welchen er bis zu seinem Tod innehatte. Während seiner Amtszeit hatte er zumindest bis 1969 den Vorsitz. Als Mitglied der Kommission reiste er dann am 25. Februar 1970 zu einem Meeting der National Association of Regulatory Utility Commissioners (NARUC) in Washington, D.C. Auf dem Weg vom Washington Airport zum Watergate Hotel erlitt er einen Schlaganfall. Er verstarb drei Tage später an dessen Folgen im George Washington University Hospital in Washington, D.C. im Alter von 48 Jahren. Zum Zeitpunkt seines Todes waren seine beiden Kinder bei ihm. Sein Leichnam wurde nach einer vorgenommenen Obduktion nach Phoenix (Arizona) überführt.